# Torrebruna
Torrebruna község (comune) Olaszország Abruzzo régiójában, Chieti megyében.

## Fekvése
A megye délkeleti részén fekszik. Határai: Carunchio, Castelguidone, Castiglione Messer Marino, Celenza sul Trigno és San Giovanni Lipioni.

## Története
Első írásos említése 1272-ből származik. A következő századokban nemesi birtok volt. Önállóságát a 19. század elején nyerte el, amikor a Nápolyi Királyságban felszámolták a feudalizmust.

## Népessége
A népesség számának alakulása:

## Főbb látnivalói
- Trasfigurazione di Nostro Signore Gesù Cristo-templom
- San Rocco-templom